# 薩克森-魏瑪-艾森納赫的赫爾曼王子 (1825年—1901年)
薩克森-魏瑪-艾森納赫的赫爾曼（德語：Hermann von Sachsen-Weimar-Eisenach，1825年8月4日—1901年8月31日），德國符騰堡王國軍官，出身自薩克森-魏瑪-艾森納赫家族。

## 家庭
1851年，赫爾曼與符騰堡的奧古斯塔結婚，兩人共有4子2女：
1. 保琳（1852年—1904年），威廉·恩斯特的母親
2. 威廉（英语：Prince Wilhelm of Saxe-Weimar-Eisenach）（1853年—1924年）
3. 博恩哈德（1855年—1907年）
4. 亞歷山大（1857年—1891年）
5. 恩斯特（1859年—1909年）
6. 奧爾加（1869年—1924年）